# Usiazja (vattendrag)
Usiazja (vitryska: Усяжа) är ett vattendrag i Belarus.   Det ligger i voblasten Minsks voblast, i den centrala delen av landet, 50 km nordost om huvudstaden Minsk.
Omgivningarna runt Usiazja är en mosaik av jordbruksmark och naturlig växtlighet. Runt Usiazja är det ganska glesbefolkat, med 34 invånare per kvadratkilometer.